# Milenko Zorić
Milenko Zorić (cyr. Миленко Зорић, ur. 2 kwietnia 1989) – serbski kajakarz. Srebrny medalista olimpijski z Rio de Janeiro.
Zawody w 2016 były jego drugimi igrzyskami olimpijskimi, debiutował w 2012. Po medal sięgnął w rywalizacji kajakowych dwójek na dystansie 1000 metrów, partnerował mu Marko Tomićević. W tej konkurencji zdobył trzy medale mistrzostw świata: złoto w 2017 oraz brąz w 2015 i 2018. Na mistrzostwach Europy sięgnął po złoto w 2018, srebro w 2017 i brąz w 2016. W 2012 był trzeci w kajakowej czwórce.